# Karl Johann Im Obersteg
Karl Johann Im Obersteg (* 9. Oktober 1849 in Boltigen; † 31. Dezember 1926 in Basel) war ein Schweizer Unternehmer und Sammler.

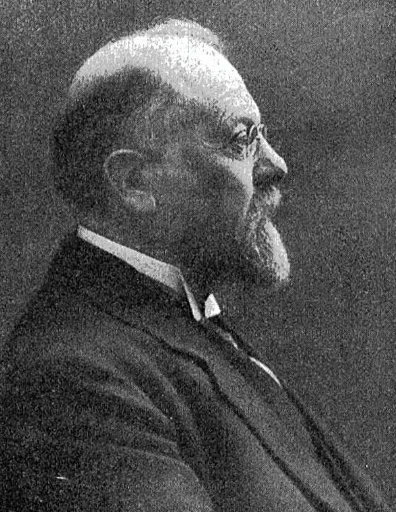
Karl Johann Im Obersteg-Friedlin

## Leben und Werk
Im Obersteg war der älteste Sohn des Arztes, Musik- und Literaturliebhabers und Sammlers Johannes Im Obersteg (1809–1872).
Ursprünglich studierte Im Obersteg Jurisprudenz in Zürich und Strassburg. Er nahm eine Stelle in einer Londoner Exportfirma an und trat 1874 in die «Auswanderungsfirma» von Andreas Zwilchenbart (1786–1866) in Basel ein. Die Firma setzte mit ihrem weitreichenden Dienstleistungsangebot im Bereich des Auswanderungsgeschäfts – Kontaktaufnahme mit Behörden, Buchungen, Finanzdienstleistungen – neue Massstäbe in der Schweiz und galt als führend im dortigen Markt.
Es folgten die erste ausgedehnte Reise in die Vereinigten Staaten und Kanada und die Heirat mit der Tochter von Andreas Zwilchenbart. Die Ehe blieb kinderlos und war von kurzer Dauer. Im Obersteg führte die Firma, die auch eine Zweiggeschäftsstelle in New York City umfasste, nach seiner Scheidung weiter.
1880 heiratete Im Obersteg Elisabeth, geborene Friedlin (* 28. September 1861; † 15. Januar 1937), von Steinen im südbadischen Wiesental. Zusammen mit ihren zwei Söhnen lebten sie in Basel in einer grosszügigen Liegenschaft an der Bundesstrasse 19, die in Anlehnung an das Färmeltal, ein Nebental des Obersimmentals, den Namen «Färmel» trug.

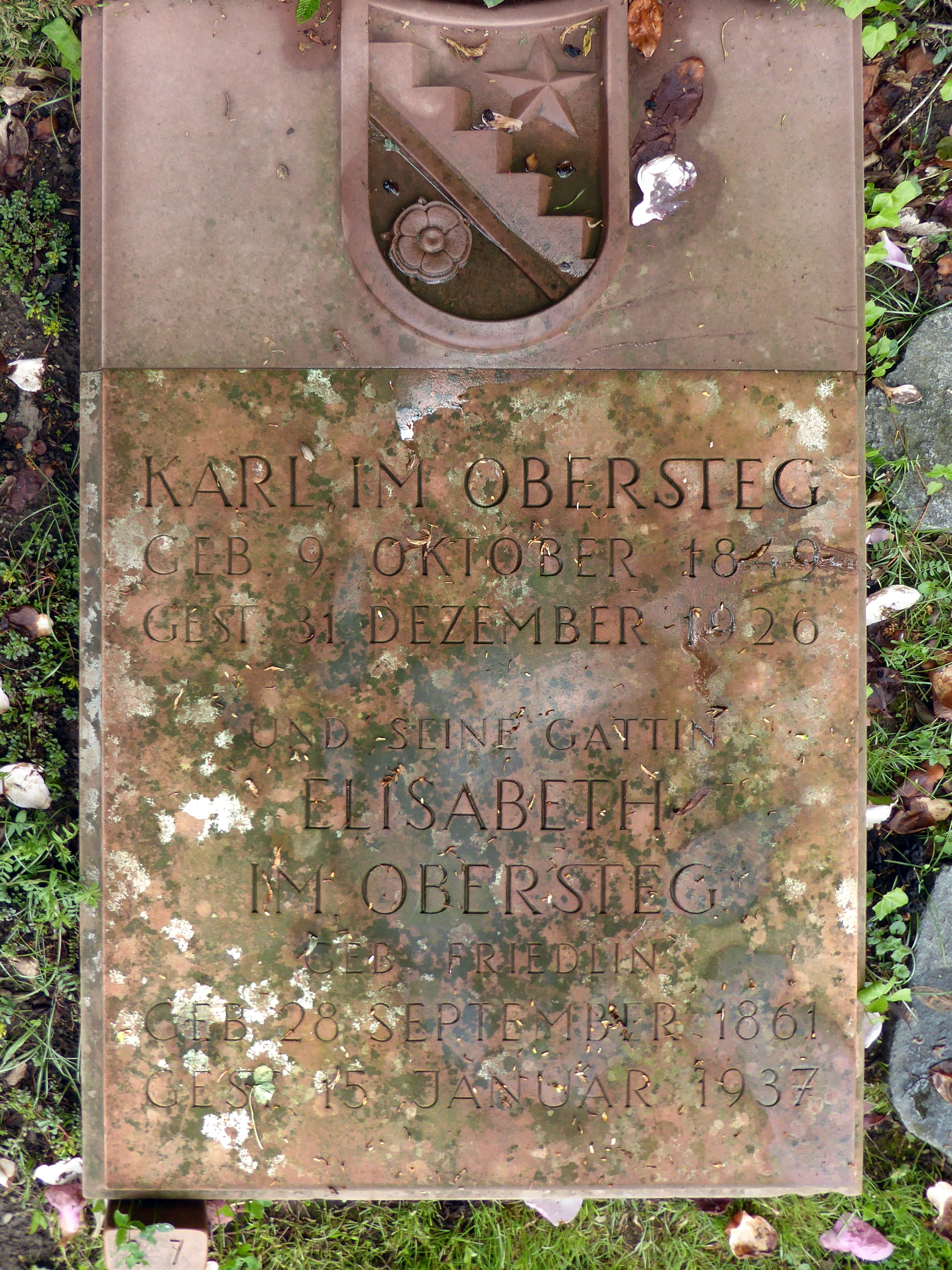
Grab auf dem Friedhof am Hörnli

1885 beteiligte sich Im Obersteg an der Gründung der Schweizerkolonie «Bernstadt» in Kentucky. Als erfolgreicher Geschäfts- und Kaufmann beteiligte er sich auch noch als Vertreter der englischen Eisenbahngesellschaft «South Eastern and Chatham Railway» London und der Versicherungsgesellschaft «L’Urbaine Incendie et Vie» Paris.
1887 gründete Im Obersteg mit seinem Bruder in Basel eine zweite Firma, das Speditionsunternehmen «Im Obersteg & Cie». 1890 erfolgte seine Einbürgerung in Basel. Im Obersteg war von 1893 bis 1902 Mitglied des Basler Grossen Rates und von 1892 bis 1919 Vertreter der Regierung in der Kommission des Historischen Museums Basel.
Nach dem Ersten Weltkrieg konzentrierte sich Im Obersteg auf das Tourismus- und Reisegeschäft und wurde schweizweit führend auf diesem Gebiet. So beteiligte er sich an der Gründung der Gesellschaft für Aviatik in Basel, aus der später die Balair hervorging.
Da Im Obersteg im Alter an Schwerhörigkeit litt, zog er sich aus dem öffentlichen Leben zurück, widmete sich genealogischen Arbeiten über die alten Simmentaler Geschlechter und sammelte Überbleibsel kulturhistorischer Zeiten. Er blieb seiner Heimat auch insofern treu, als er den elterlichen Besitz in Boltigen, ein herrschaftliches Landhaus, das sein Vater erbaut hatte, in seinem Besitz behielt. Hier fand ein Grossteil der verschiedenen Sammlungen (Waffen- und Militaria-Sammlung, eine Sammlung ethnographischer Objekte und Simmentaler Möbel sowie eine Gemäldesammlung) einen passenden Rahmen und genügend Raum. Die Sammlungen waren als eine Art Privatmuseum einem interessierten Publikum auf Anfrage zugänglich.
Als Im Obersteg 1926 starb, schenkten seine zwei Söhne die Waffen- und Militaria-Sammlung dem Historischen Museum Thun, welches diese im Schloss Thun unterbrachte, und die Sammlung von Ethnographica 1927 dem Ethnologischen Museum Burgdorf. Hier ergänzte sie einen bereits im Jahre 1921 von Im Obersteg geschenkten Sammlungsbestand.
Im Obersteg fand zusammen mit seiner Frau auf dem Friedhof am Hörnli seine letzte Ruhestätte. Zusammen hatten sie zwei Söhne: Armin Im Obersteg-Bühler (1881–1969), der Anwalt wurde, und Karl Im Obersteg-Buess (1883–1969), der das väterliche Speditionsunternehmen weiterführte. Sein Enkel war Jürg Im Obersteg.
Karl Im Obersteg war auch der Begründer der «Kunstsammlung Im Obersteg». Diese ging 2002 als Dauerleihgabe an das Kunstmuseum Basel. Um die Sammlung mit knapp 200 Werken – nicht wenige darunter von Weltrang – hatte sich auch das Kunstmuseum Bern beworben, das damals den Auszug der Paul-Klee-Stiftung verkraften musste.